# Miss Venezuela Mundo 2006
Miss Venezuela Mundo 2006 fue la cuarta (4ª) edición del certamen independiente de Miss Venezuela Mundo el concurso fue transmitido en vivo por Venevisión desde el Estudio 1 de Venevisión, en Caracas, Venezuela el sábado 15 de julio de 2006. Al final de la competencia, Osmel Sousa, presidente de la organización Miss Venezuela, coronó a Federica Guzmán, como la ganadora.

## Desarrollo
Este evento fue realizado de manera emergente debido a que el certamen nacional no tenía una reina oficial y la que se iba escoger a mediados de septiembre, saldría electa una varios días después que comenzara el concurso en Polonia, por lo cual se realizó el certamen Miss Venezuela Mundo 2006 luego de 4 años de su última edición independiente, para así elegir a la candidata que iría a competir ese año en el miss Mundo 2006 en Varsovia, Polonia.
Ya que era una edición exprés y apresurada la ganadora debía estar lista por lo que Osmel Sousa llamó a chicas las cuales estuviesen preparadas y listas para competir en el exterior.
Participaron 6 ex misses; Tibisay Montilva (Miss Táchira 2002), Federica Guzmán (Miss Mérida 2001), Ana Quintero (Miss Zulia 2002), Apmeris León (Miss Zulia 2001), Pamela Djalil (Miss Sucre 2003) y Johanna Peñaloza (Miss Vargas 2005).
Con una producción de Joaquín Riviera, arreglos de Isaías Urbina y Mery Cortez, la bella Mónica Pascualotto apareció en escena acompañada por el talentoso Álex Goncalves, en una coreografía que mostró el talento de estos futuros animadores del próximo programa que estrenará el canal de la colina en días venideros.
El jurado lo conformaron diversas personalidades que poseen un gran nivel de respeto en la sociedad venezolana, los cuales hicieron acto de presencia para elegir a la mujer que reuniera las condiciones necesarias para alzarse con esta corona mundial.
El estudio se llenó de buena vibra cuando Calle Ciega presentó el tema que lo tiene actualmente pegado en los primeros lugares de la cartela musical venezolana: “Vestido Rojo”, el cual sirvió para que La Niña Gaby apareciera en escena y mostrara sus grandes dotes para el baile. Luego, en una onda más romántica interpretaron el tema de la novela estelar de Venevisión Los Querendones, “Tu y yo”.
Posterior al desfile en traje de baño de las aspirantes, el charro Pablo Montero llegó directo de México, para hacer gala de su voz y cantar los temas “Se te olvidó” y “Gata salvaje”, además de “Vuelve junto a mi”; y finalmente desfilarían en traje de gala.

## Ganadora
Federica Guzmán se alzó con la corona de Miss Venezuela Mundo, la noche del sábado 15 de julio, en el estudio 1 de Venevisión, en un pequeño evento que contó con la participación de otras de 5 hermosas mujeres que en años anteriores habían concursado en el Miss Venezuela.
| Resultado Final           | Candidata         |
| ------------------------- | ----------------- |
| Miss Venezuela Mundo 2006 | - Federica Guzmán |

## Candidatas Oficiales
| Nro. | Candidata                          | Estatura (m) | Ciudad Natal  | Notas                         |
| ---- | ---------------------------------- | ------------ | ------------- | ----------------------------- |
| 01   | Ix-Balanke Tibisay Montilva Mora   | 1,78         | San Cristóbal | Previamente Miss Táchira 2002 |
| 02   | Ana Graciela Quintero Nava         | 1,82         | Maracaibo     | Previamente Miss Zulia 2002   |
| 03   | Apmery Loris León Ocando           | 1,75         | Maracaibo     | Previamente Miss Zulia 2001   |
| 04   | Alexandra Federica Guzmán Diamante | 1,76         | Caracas       | Previamente Miss Miranda 2001 |
| 05   | Pamela Fátima Djalil Salazar       | 1.77         | Cumaná        | Previamente Miss Sucre 2003   |
| 06   | Johanna del Valle Peñaloza Pérez   | 1.78         | Maiquetía     | Previamente Miss Vargas 2005  |

- Datos: Q85875104